# Franck Silvestre
Franck Silvestre (født 5. april 1967 i Paris, Frankrig) er en fransk tidligere fodboldspiller, der spillede som midterforsvarer. Han var på klubplan tilknyttet blandt andet Sochaux, Auxerre og Montpellier i hjemlandet, samt østrigske Sturm Graz. Med Auxerre var han med til at vinde både det franske mesterskab, og to Coupe de France-titler.
Silvestre blev desuden noteret for elleve kampe for Frankrigs landshold. Han deltog ved EM i 1992 i Sverige.
Silvestre er fætter til en anden tidligere fransk landsholdsspiller, Mikaël Silvestre.

## Titler
Ligue 1
- 1996 med AJ Auxerre

Coupe de France
- 1994 og 1996 med AJ Auxerre